# Praskovja Gagarina
 Praskovja Jurjevna Gagarina (ryska: Прасковья Юрьевна Гагарина), född Trubetskaja 1762, död 22 april 1848 i Sankt Petersburg, var en rysk adelsdam. Hon är känd som den första ryska kvinna som genomförde en flygning med luftballong 1803. Hon var föremål för en dikt av Nikolaj Karamzin och en pjäs av Aleksandr Gribojedov. 
Hon var dotter till furst Jurij Nikititj Trubetskoj och gift första gången med generalmajor furst Fjodor Sergejevitj Gagarin (1757–1794) och andra gången med överste Pjotr Kologrivov; den sista gången gifte hon sig av kärlek. Hon åtföljde maken till Polen under kriget 1794 och blev där tagen som krigsfånge under en tid. Hon blev också uppmärksammad för den örfil hon en gång gav Potemkin i Iasi under Rysk-turkiska kriget (1787–1792). Hon var utbildad i Smolnyjinstitutet.     